# Arroyo del Tala (Arroyo Porongos)
Der Arroyo del Tala ist ein Fluss in Uruguay.
Er entspringt östlich von Cerro Colorado und unweit nordnordwestlich der Quelle des Arroyo de Pintos. Von dort verläuft er auf dem Gebiet des Departamento Flores in nordwestliche Richtung. Er mündet schließlich als rechtsseitiger Nebenfluss nördlich von Cerro Colorado in den Arroyo Porongos.